# Péguilhan
Cet article concerne la ville française. Pour les autres significations, voir Péguilhan (homonymie).
Péguilhan (Peguilhan en occitan) est une commune française située dans le département de la Haute-Garonne en région Occitanie.
C'est depuis le 1er janvier 2017 une commune nouvelle après sa fusion avec Lunax, devenue commune déléguée.
Péguilhan est une commune rurale qui compte 255 habitants en 2022. Ses habitants sont appelés les Péguilhanais ou  Péguilhanaises.

## Géographie

### Localisation
Commune située dans le Comminges à 35 km au nord de Saint-Gaudens. C'est une commune limitrophe avec le département du Gers par la Gimone.

### Communes limitrophes
Les communes limitrophes sont  Boulogne-sur-Gesse, Cap d'Astarac, Lalanne-Arqué, Mondilhan, Montbernard, Montesquieu-Guittaut, Nénigan et Saint-Ferréol-de-Comminges.
| Cap d'Astarac (Gers) | Nénigan   | Saint-Ferréol-de-Comminges                |
| Lalanne-Arqué (Gers) | Péguilhan | Montesquieu-Guittaut (par un quadripoint) |
| Boulogne-sur-Gesse   | Mondilhan | Montbernard                               |

Depuis 2017, la commune touche Saint-Blancard à la suite de l'absorption de Lunax.

### Hydrographie

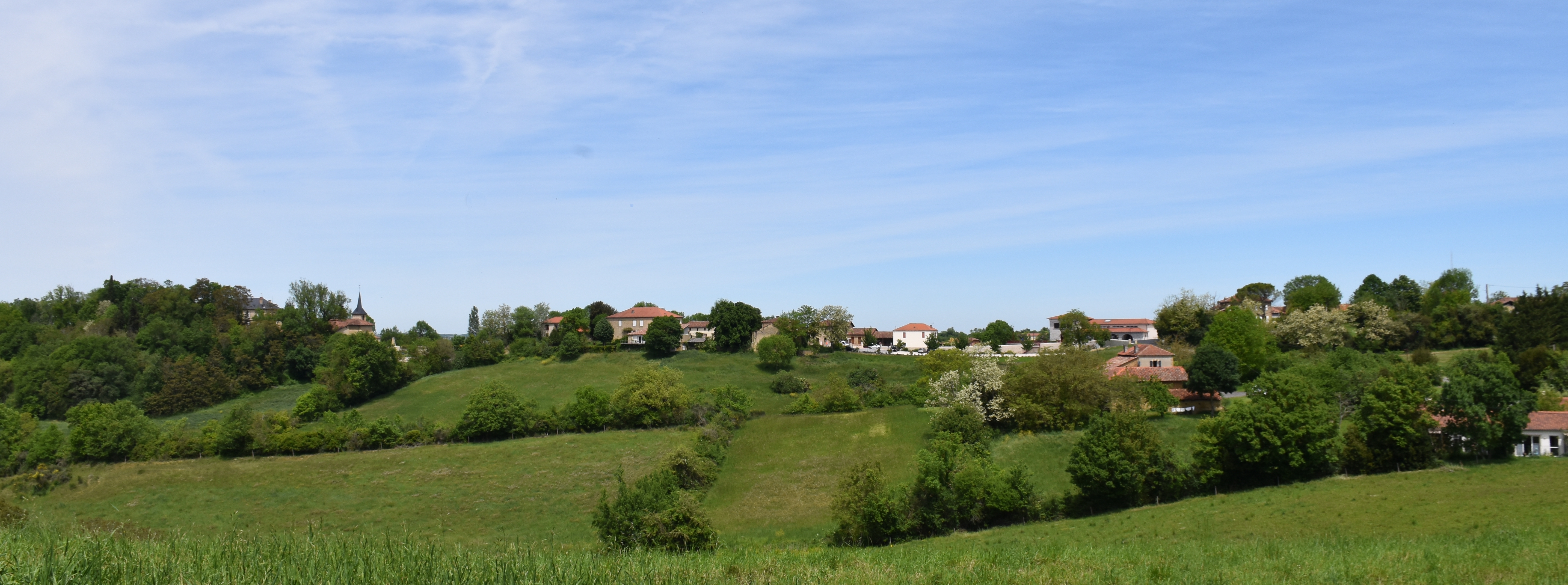
Panorama du village.

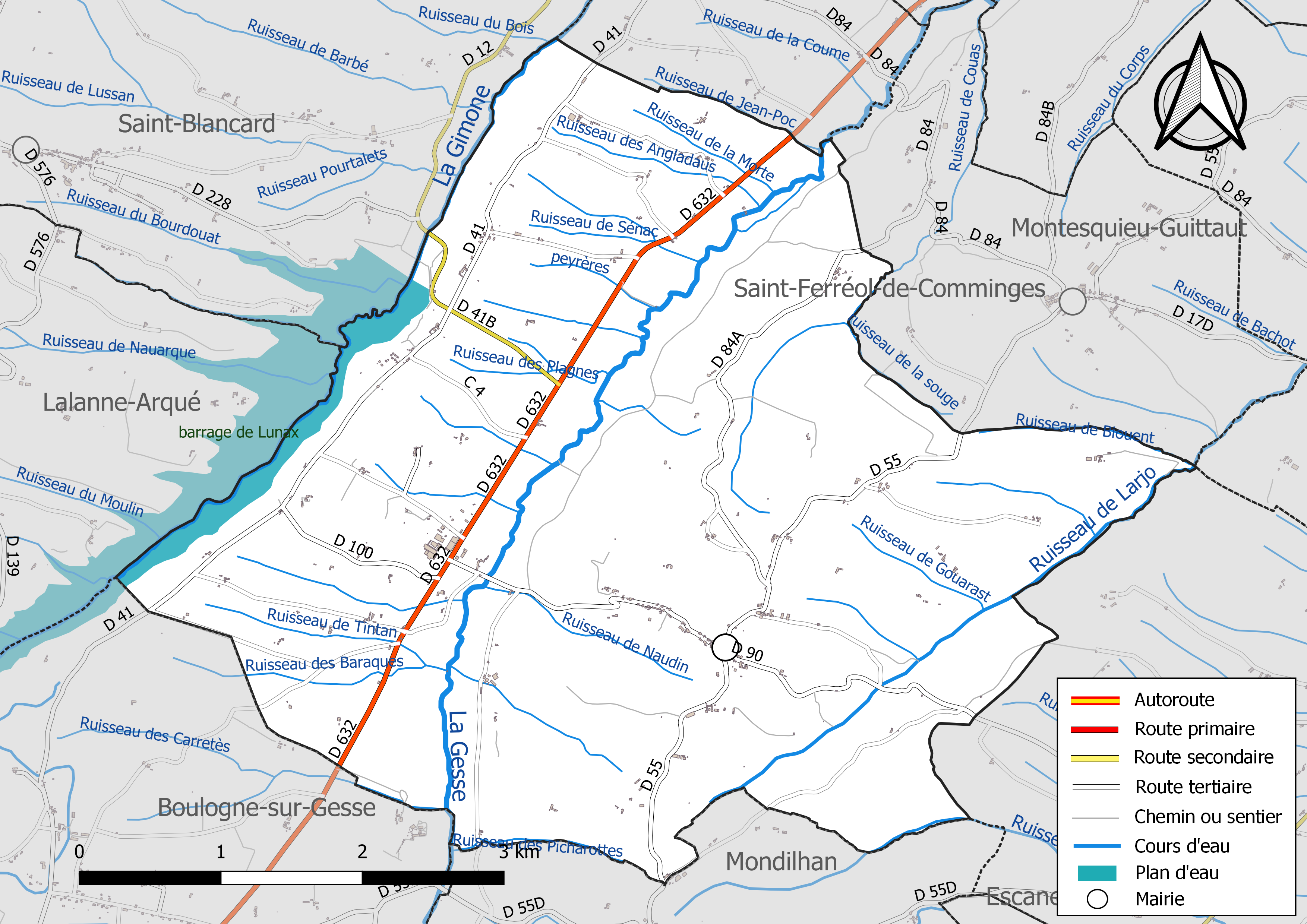
Réseaux hydrographique et routier de Péguilhan.

La commune est dans le bassin de la Garonne, au sein du bassin hydrographique Adour-Garonne. Elle est drainée par la Gimone, la Gesse, le ruisseau de Larjo, le ruisseau de Barran, un bras de la Gesse, le ruisseau de Biouent, le ruisseau de Couas, le ruisseau de Gouarast, le ruisseau de Naudin, le ruisseau des Baraques, le ruisseau des Carretès, le ruisseau de Soulagnet, le ruisseau des Pevrères, le ruisseau des Picharottes, et par divers petits cours d'eau, constituant un réseau hydrographique de 31 km de longueur totale,.
La Gimone, d'une longueur totale de 135,7 km, prend sa source dans la commune de Saint-Loup-en-Comminges et s'écoule du sud vers le nord. Elle traverse la commune et se jette dans la Garonne à Castelferrus, après avoir traversé 54 communes.
La Gesse, d'une longueur totale de 52,1 km, prend sa source dans la commune d'Arné (65) et s'écoule vers le nord-est. Elle traverse la commune et se jette dans la Save à Espaon (32), après avoir traversé 21 communes.
Le ruisseau de Larjo, d'une longueur totale de 14,8 km, prend sa source dans la commune de Mondilhan et s'écoule du sud-est vers le nord-ouest. Il traverse la commune et se jette dans la Gesse à Molas, après avoir traversé 9 communes.

### Climat
Pour des articles plus généraux, voir Climat de l'Occitanie et Climat de la Haute-Garonne.
En 2010, le climat de la commune est de type climat océanique altéré, selon une étude s'appuyant sur une série de données couvrant la période 1971-2000. En 2020, Météo-France publie une typologie des climats de la France métropolitaine dans laquelle la commune est toujours exposée à un climat océanique altéré et est dans la région climatique Aquitaine, Gascogne, caractérisée par une pluviométrie abondante au printemps, modérée en automne, un faible ensoleillement au printemps, un été chaud (19,5 °C), des vents faibles, des brouillards fréquents en automne et en hiver et des orages fréquents en été (15 à 20 jours).
Pour la période 1971-2000, la température annuelle moyenne est de 12,6 °C, avec une amplitude thermique annuelle de 15,1 °C. Le cumul annuel moyen de précipitations est de 892 mm, avec 9,9 jours de précipitations en janvier et 6,5 jours en juillet. Pour la période 1991-2020, la température moyenne annuelle observée sur la station météorologique la plus proche, située sur la commune de Clarac à 25 km à vol d'oiseau, est de 12,5 °C et le cumul annuel moyen de précipitations est de 804,9 mm,. Pour l'avenir, les paramètres climatiques de la commune estimés pour 2050 selon différents scénarios d'émission de gaz à effet de serre sont consultables sur un site dédié publié par Météo-France en novembre 2022.

## Urbanisme

### Typologie
Au 1er janvier 2024, Péguilhan est catégorisée commune rurale à habitat très dispersé, selon la nouvelle grille communale de densité à sept niveaux définie par l'Insee en 2022.
Elle est située hors unité urbaine et hors attraction des villes,.

### Risques majeurs
Le territoire de la commune de Péguilhan est vulnérable à différents aléas naturels : météorologiques (tempête, orage, neige, grand froid, canicule ou sécheresse), inondations et séisme (sismicité faible). Il est également exposé à un risque technologique, la rupture d'un barrage. Un site publié par le BRGM permet d'évaluer simplement et rapidement les risques d'un bien localisé soit par son adresse soit par le numéro de sa parcelle.

#### Risques naturels
Certaines parties du territoire communal sont susceptibles d’être affectées par le risque d’inondation par débordement de cours d'eau, notamment la Gesse et le ruisseau de Larjo. La commune a été reconnue en état de catastrophe naturelle au titre des dommages causés par les inondations et coulées de boue survenues en 1982, 1999 et 2009,.

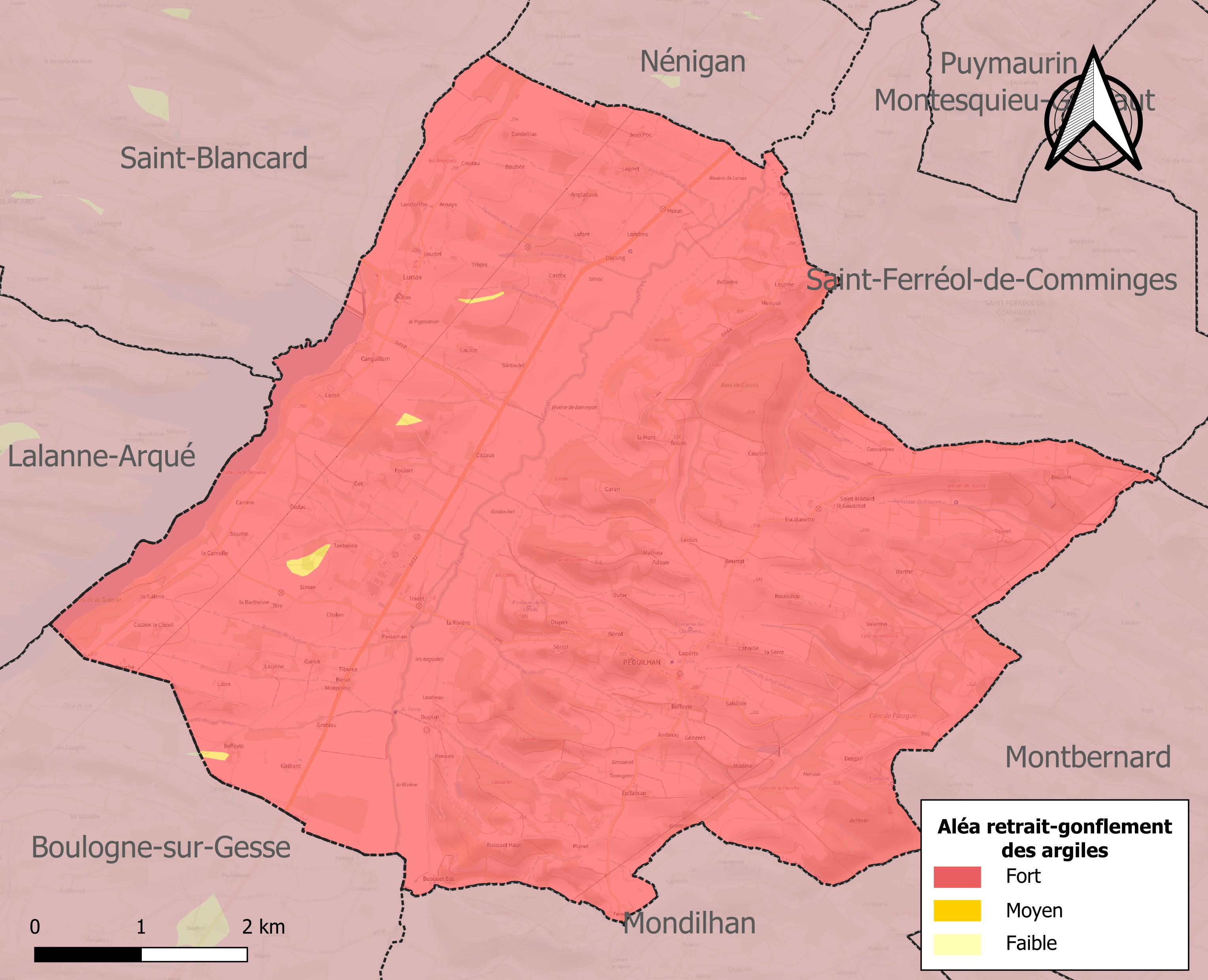
Carte des zones d'aléa retrait-gonflement des sols argileux de Péguilhan.

Le retrait-gonflement des sols argileux est susceptible d'engendrer des dommages importants aux bâtiments en cas d’alternance de périodes de sécheresse et de pluie. La totalité de la commune est en aléa moyen ou fort (88,8 % au niveau départemental et 48,5 % au niveau national). Sur les 175 bâtiments dénombrés sur la commune en 2019, 175 sont en aléa moyen ou fort, soit 100 %, à comparer aux 98 % au niveau départemental et 54 % au niveau national. Une cartographie de l'exposition du territoire national au retrait gonflement des sols argileux est disponible sur le site du BRGM,.
Par ailleurs, afin de mieux appréhender le risque d’affaissement de terrain, l'inventaire national des cavités souterraines permet de localiser celles situées sur la commune.
Concernant les mouvements de terrains, la commune a été reconnue en état de catastrophe naturelle au titre des dommages causés par la sécheresse en 1989, 1992, 1993, 2003 et 2012 et par des mouvements de terrain en 1999.

#### Risques technologiques
La commune est en outre située en aval du barrage de la Gimone sur la Gimone (départements de la Haute-Garonne et du Gers). À ce titre elle est susceptible d’être touchée par l’onde de submersion consécutive à la rupture de cet ouvrage.

## Toponymie
Péguilhan vient de Puy Guilhem, c'est-à-dire : "Puy Guillaume".

## Histoire
Des vestiges romains attestent un habitat de cette époque hypothétiquement du début de l'ère chrétienne.
Le village de Péguilhan fut au Moyen Âge la première baronnie de Comminges et plus tard un comté.
Le premier seigneur connu de Péguilhan est Astorg de Péguilhan né vers 1125. La branche initiale de ces premiers seigneurs de Péguilhan s'est éteinte au début du XIIIe siècle. À cette époque, la terre de Péguilhan était possédée en indivision par le comte de Comminges et par les seigneurs de Montpezat et de Coarraze.
Lors de son mariage en 1380 avec Belle de Cédons, c'est Bernard de Coarraze - également co-seigneur d'Encausse - qui est cité comme seigneur de Péguilhan. Son fils Raymond-Garcie de Coarraze meurt avant lui.
C'est la fille de Raymond-Garcie de Coarraze - Jeanne de Coarraze - qui transmet en 1420 par contrat la terre de Péguilhan à son mari Aymery V de Comminges. Il est vraisemblable qu'il s'agit de la dot de Jeanne de Coarraze.
C'est un descendant d'Aymery V de Comminges - Roger de Comminges - qui fit ériger en 1613 la terre de Péguilhan en comté par lettres patentes.
La famille de Comminges-Péguilhan est une des cinq grandes familles françaises qui - dit-on - pourraient prétendre au trône de France, si leur filiation ne comportait pas de manques[réf. nécessaire]. Cette illustre famille se distingua au cours des croisades. Ses racines remontent au IXe ou Xe siècle
Avant la Révolution, le village actuel de Saint-Ferréol faisait partie de Péguilhan.
C'est pour cela qu'une partie de la population vivant aujourd'hui en Péguilhan, au quartier des Lurines, est administrativement de Péguilhan mais toujours inhumée à Saint-Ferréol.
C'est depuis le 1er janvier 2017 une commune nouvelle après sa fusion avec Lunax, devenue commune déléguée.

### Chapelle Sainte-Germaine
C'est dès l'origine sainte Camellie, qui imprime au quartier son nom de Camelle. La Révolution française la fit détruire presque entièrement et la renomma Notre-Dame-de-la-Gimone. Ce fut vers 1860 que sa reconstruction fut acquise dans l'élan conjugué de la canonisation de sainte Germaine de Pibrac, et fut définitivement dédiée et connue en Sainte Germaine. Elle est ouverte au culte et des cérémonies y sont célébrées à la demande.

## Politique et administration

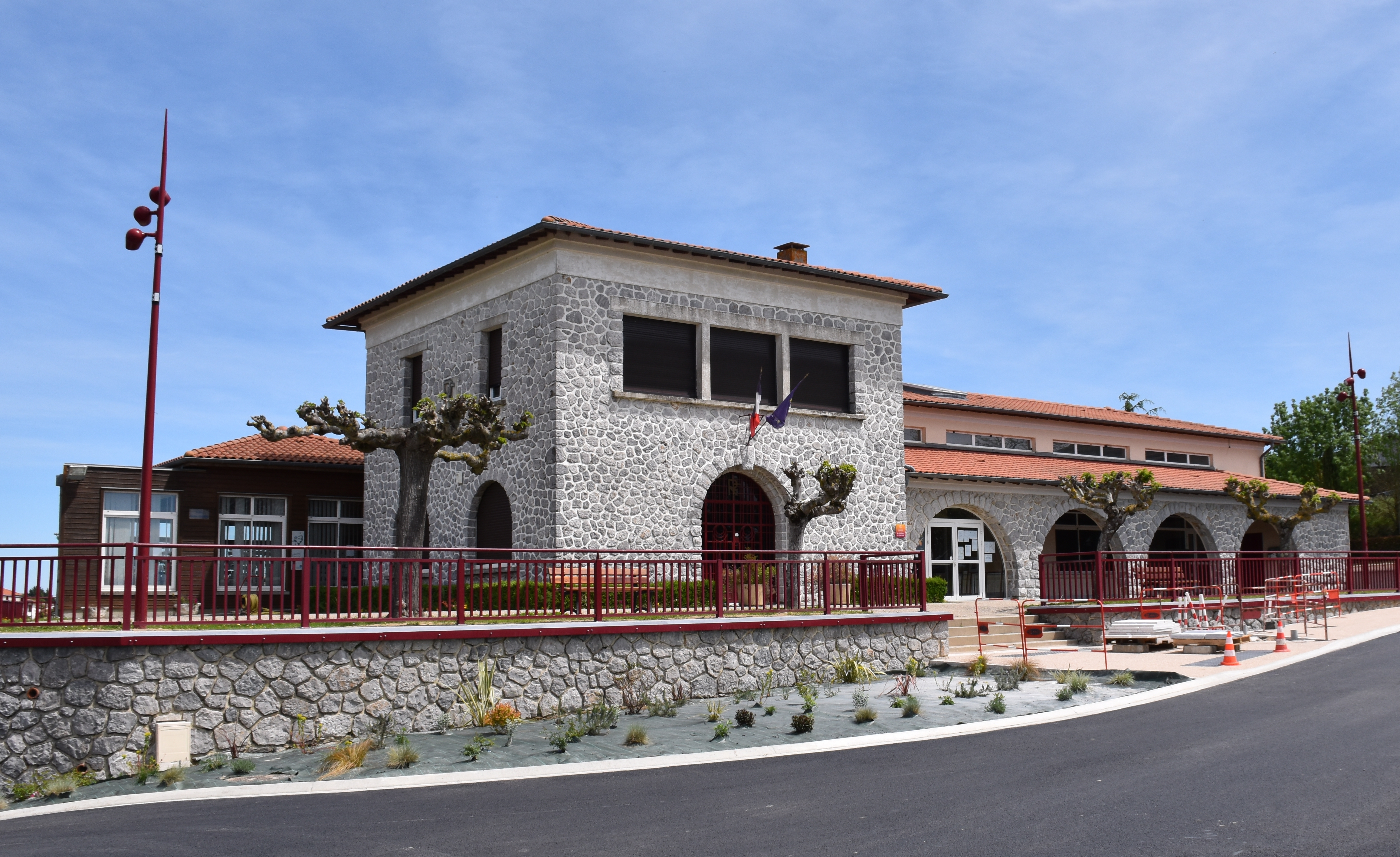
Mairie de Péguilhan.

Le 1er janvier 2017 la commune a fusionné avec Lunax.
| Nom               | Code Insee | Intercommunalité                | Superficie (km2) | Population (dernière pop. légale) | Densité (hab./km2) |
| ----------------- | ---------- | ------------------------------- | ---------------- | --------------------------------- | ------------------ |
| Péguilhan (siège) | 31412      | CC Cœur et Coteaux du Comminges | 23,58            | 218 (2014)                        | 9,2                |
| Lunax             | 31307      | CC du Boulonnais                | 5,10             | 66 (2014)                         | 13                 |

### Rattachements administratifs et électoraux
Commune faisant partie de la huitième circonscription de la Haute-Garonne de la communauté de communes du Boulonnais et du canton de Saint-Gaudens (avant le redécoupage départemental de 2014, Péguilhan faisait partie de l'ex-canton de Boulogne-sur-Gesse et avant le 1er janvier 2017 elle faisait partie de la communauté de communes du Boulonnais).

### Liste des maires

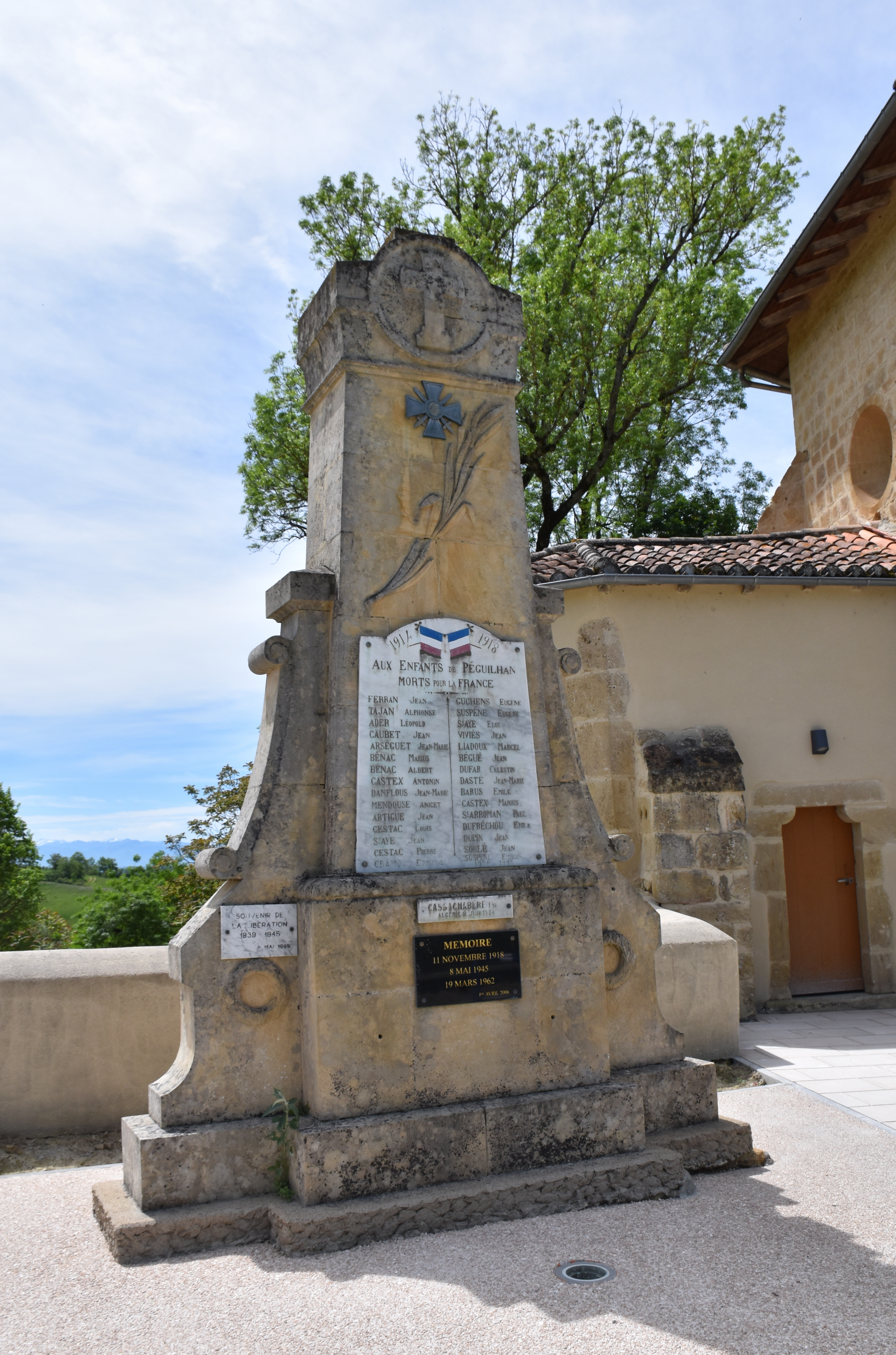
Le monument aux morts.

| Période                                  | Période   | Identité                  | Étiquette | Qualité                                               |
| ---------------------------------------- | --------- | ------------------------- | --------- | ----------------------------------------------------- |
| Les données manquantes sont à compléter. |           |                           |           |                                                       |
| mars 1944                                | 1959      | Marcel Teulé              |           |                                                       |
| mars 1959                                | 1965      | Aimé Adam                 |           |                                                       |
| mars 1965                                | 1972      | Marcel Carrère            |           |                                                       |
| mars 1972                                | 1977      | Jean Cestac               |           |                                                       |
| mars 1977                                | 2008      | Alex Castex               |           |                                                       |
| mars 2008                                | juin 2020 | Michel Brocas             |           | Retraité                                              |
| juin 2020                                | En cours  | Céline Laurenties-Barrère | Horizons  | Conseillère départementale du Canton de Saint-Gaudens |

## Population et société

### Démographie
L'évolution du nombre d'habitants est connue à travers les recensements de la population effectués dans la commune depuis sa création.

En 2022, la commune comptait 255 habitants, en évolution de −13,56 % par rapport à 2016 (Haute-Garonne : +8,02 %, France hors Mayotte : +2,11 %).
| 2015 | 2016 | 2017 | 2018 | 2019 | 2022 |
| ---- | ---- | ---- | ---- | ---- | ---- |
| 295  | 295  | 286  | 276  | 267  | 255  |

L'évolution du nombre d'habitants est connue à travers les recensements de la population effectués dans la commune depuis 1793. À partir du 1er janvier 2009, les populations légales des communes sont publiées annuellement dans le cadre d'un recensement qui repose désormais sur une collecte d'information annuelle, concernant successivement tous les territoires communaux au cours d'une période de cinq ans. 
Pour les communes de moins de 10 000 habitants, une enquête de recensement portant sur toute la population est réalisée tous les cinq ans, les populations légales des années intermédiaires étant quant à elles estimées par interpolation ou extrapolation. Pour la commune, le premier recensement exhaustif entrant dans le cadre du nouveau dispositif a été réalisé en 2004,.
En 2014, la commune comptait 218 habitants, en évolution de −12,45 % par rapport à 2009 (Haute-Garonne : +7,06 %, France hors Mayotte : +2,49 %).
| 1793 | 1800 | 1806 | 1821 | 1831 | 1836 | 1841 | 1846 | 1851 |
| ---- | ---- | ---- | ---- | ---- | ---- | ---- | ---- | ---- |
| 672  | 650  | 647  | 669  | 805  | 763  | 785  | 800  | 810  |

| 1856 | 1861 | 1866 | 1872 | 1876 | 1881 | 1886 | 1891 | 1896 |
| ---- | ---- | ---- | ---- | ---- | ---- | ---- | ---- | ---- |
| 780  | 675  | 655  | 688  | 669  | 644  | 631  | 600  | 551  |

| 1901 | 1906 | 1911 | 1921 | 1926 | 1931 | 1936 | 1946 | 1954 |
| ---- | ---- | ---- | ---- | ---- | ---- | ---- | ---- | ---- |
| 532  | 527  | 512  | 409  | 439  | 441  | 427  | 403  | 364  |

| 1962 | 1968 | 1975 | 1982 | 1990 | 1999 | 2004 | 2009 | 2014 |
| ---- | ---- | ---- | ---- | ---- | ---- | ---- | ---- | ---- |
| 355  | 334  | 259  | 250  | 232  | 221  | 222  | 249  | 218  |

| selon la population municipale des années : | 1968 | 1975 | 1982 | 1990 | 1999 | 2006 | 2009 | 2013 |
| Rang de la commune dans le département      | 173  | 228  | 271  | 310  | 305  | 360  | 344  | 361  |
| Nombre de communes du département           | 592  | 582  | 586  | 588  | 588  | 588  | 589  | 589  |

Les archives communales attestent que la population de Péguilhan, au début du XIXe siècle dépassait les 800 habitants.
On note, pour cette période, quelques cas d'émigration vers l'Espagne ou l'Amérique du Sud.
source = INSEE.

### Économie

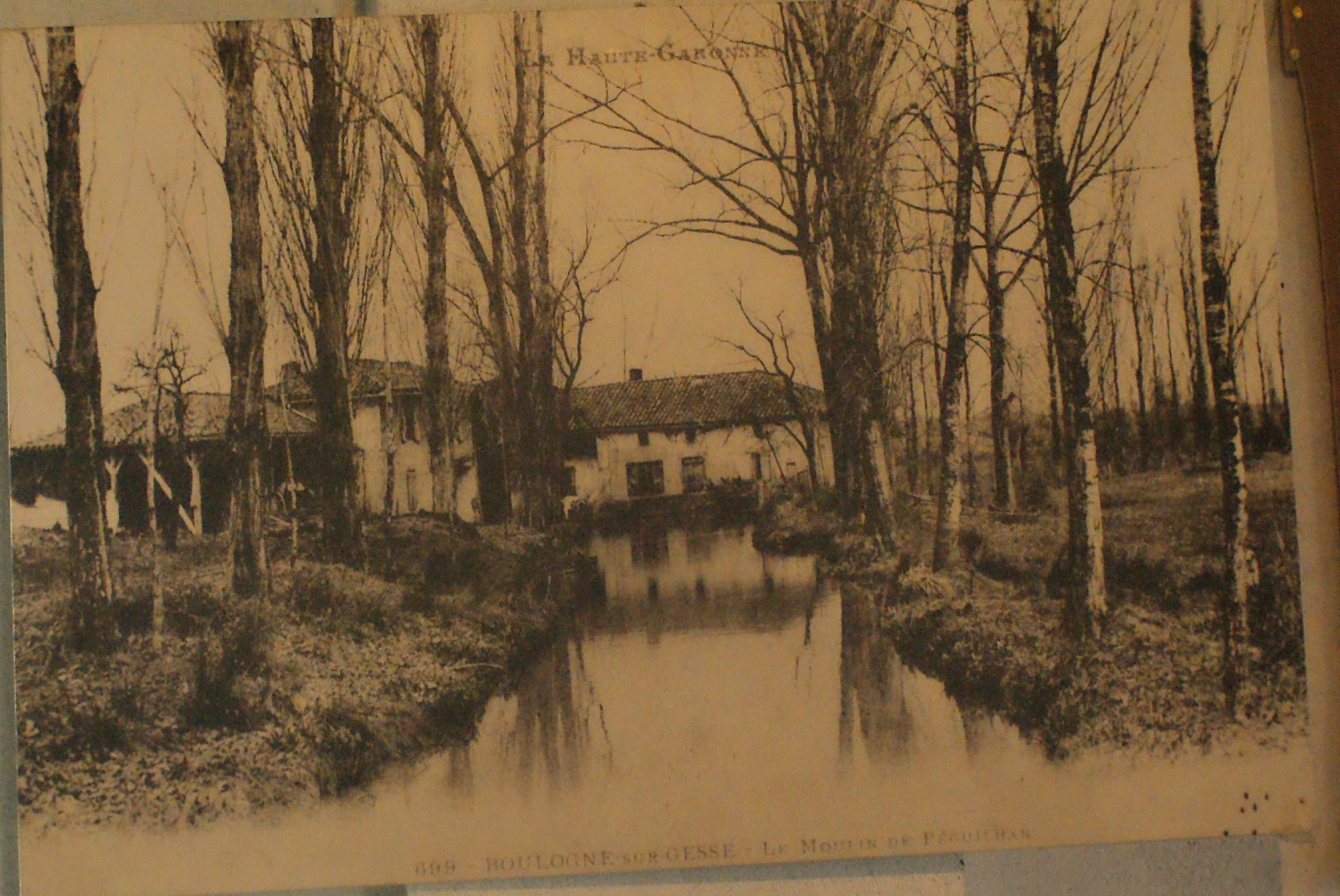
Le moulin de Péguilhan en 1900.

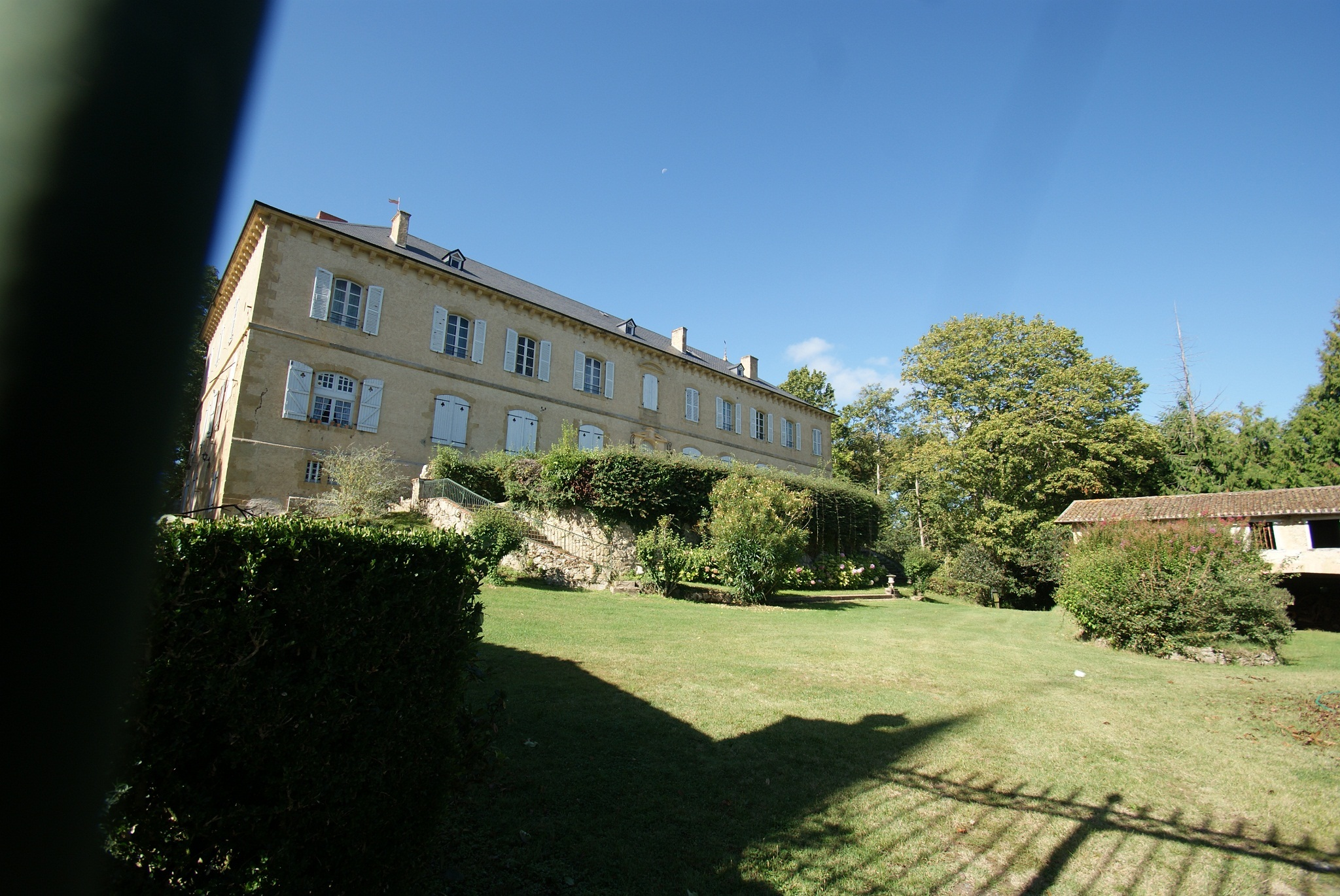
Le château de Villeneuve.

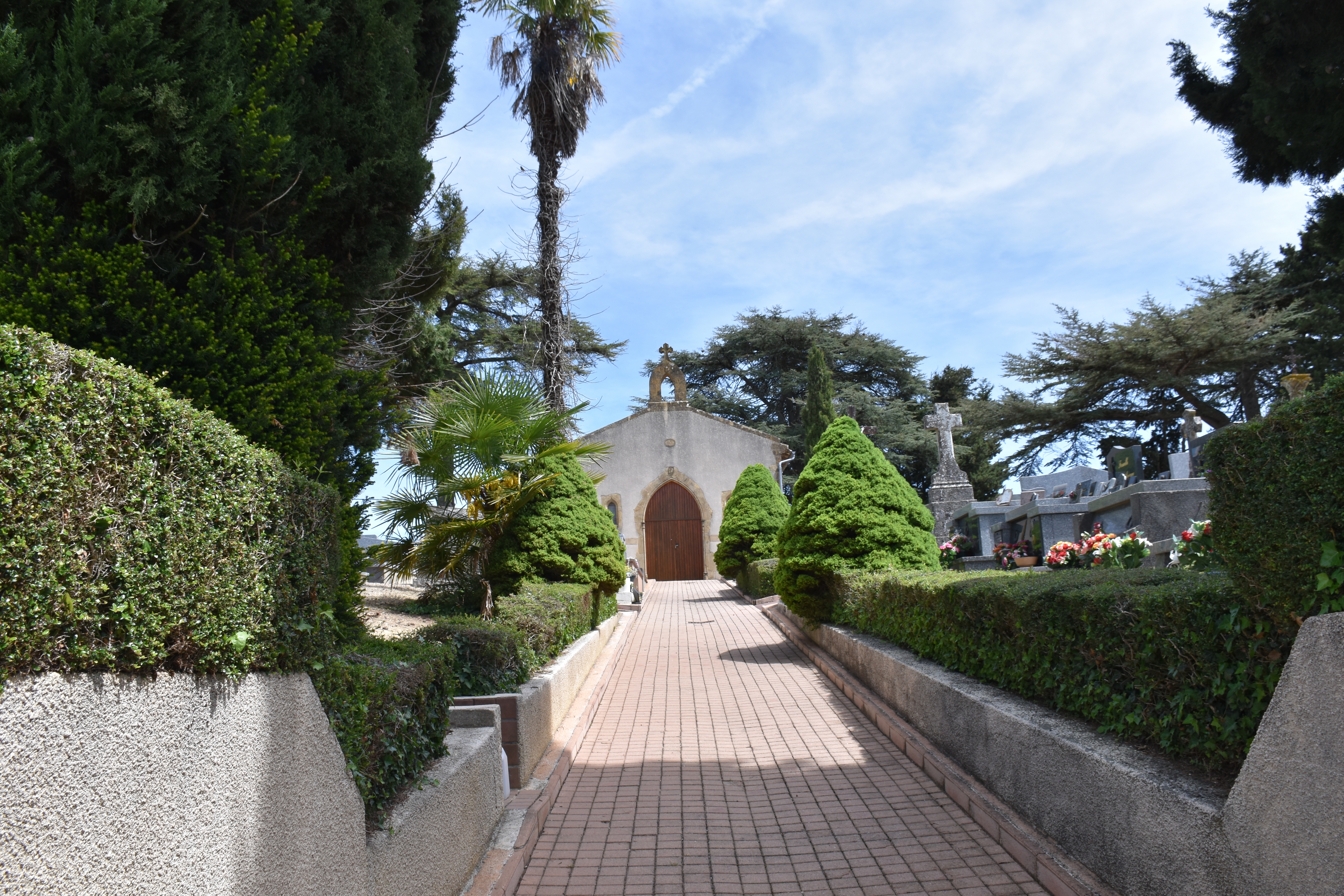
La chapelle Sainte-Germaine.

Elle est essentiellement rurale. L'agriculture et l'élevage constituent un fort potentiel d'activité pour de jeunes agriculteurs qui maintiennent des exploitations ancestrales, nécessairement mécanisées pour être compétitives. Cultures céréalières, pâturages, élevages bovins, ovin. De nouvelles orientations attestent d'un engagement vers des modes de production biologiques.
La volonté municipale soutenue par la population a permis de créer une zone artisanale au fort potentiel de salariés.
L'habitat ancien qui avait été abandonné, fut peu à peu acquis par de nouveaux venus du nord de l'Europe. Ce regain de population et de cultures différentes revitalise le pays et fait naitre aujourd'hui des projets de constructions nouvelles. C'est la vocation du PLU - Plan Local d'Urbanisme - en cours d'élaboration.
Grâce au partage consenti entre agriculture, petites industries et artisanat, s'insère la zone artisanale géographiquement à mi-chemin entre Toulouse et Tarbes, deux grands pôles économiques de Midi-Pyrénées.
Diverses activités y ont été créées, à savoir :
- Transports Barrère,
- Garage réparations automobiles,
- Station de lavage,
- Centrale à béton,
- Entreprise S.A.T.O.B. spécialisée dans le concept de maisons et structures à ossatures bois,
- CUMA des Coteaux, Silos UAC.(antenne de Péguilhan)

### Enseignement
Péguilhan fait partie de l'académie de Toulouse.

### Manifestations culturelles et festivités
Sur le site de la chapelle Sainte-Germaine, l'association « CAMEL'ARTS » génère, sur ce lieu bucolique, d'importantes activités culturelles et artistiques (renseignements à la mairie). Les mois de juillet et août, tous les week-ends, les amateurs d'arts (peinture, sculpture, décoration et autres) tout comme ceux qui aiment la musique et le chant, viennent proposer leurs talents et savoir-faire.

## Culture locale et patrimoine

### Lieux et monuments

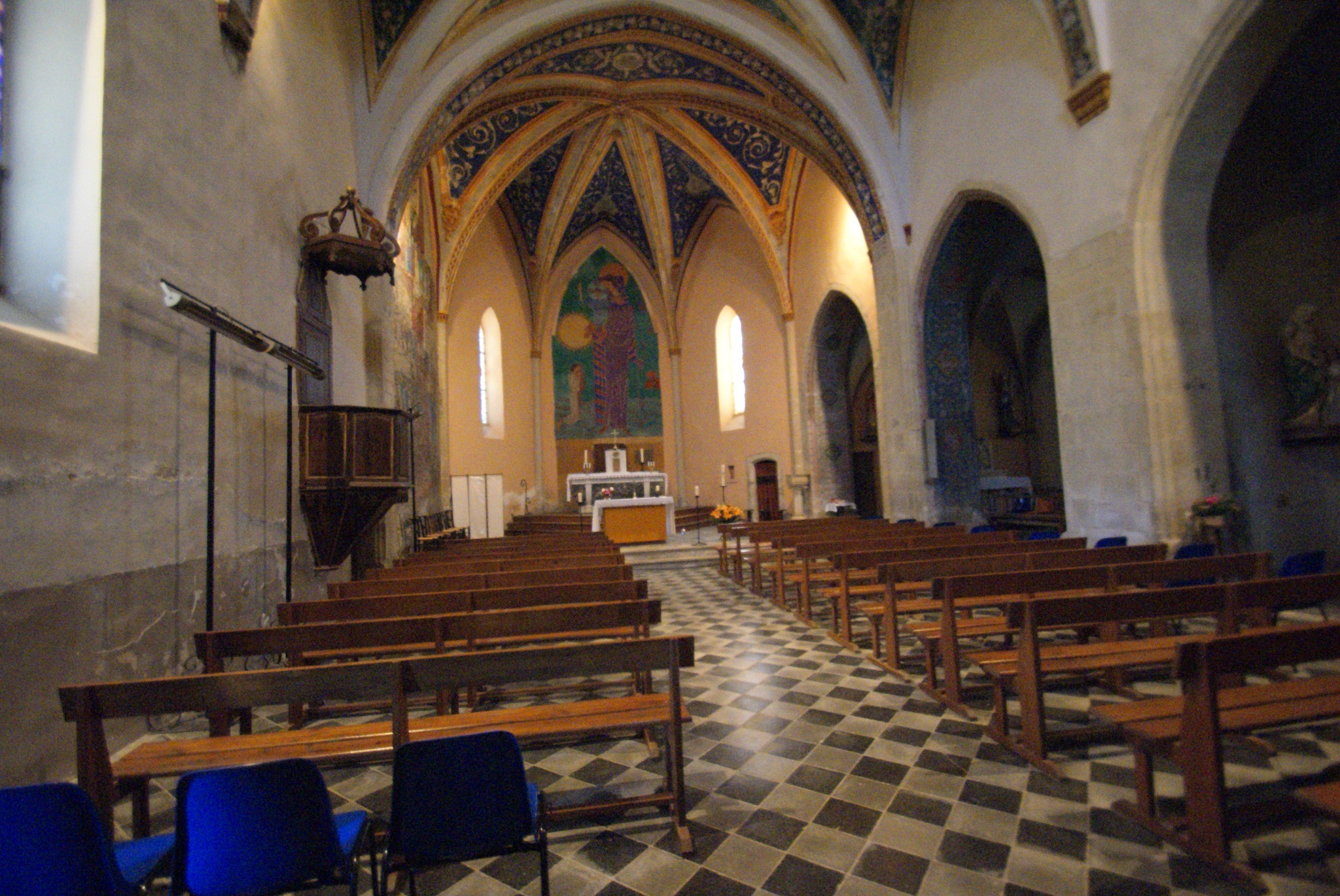
L'intérieur de l'église.

- Au nord du village se dresse le château de Bonrepos XIVe siècle, ayant appartenu à l'ancienne famille de Saint Pastou. L'antique demeure est aujourd'hui restaurée par son nouveau propriétaire ;(privé).

Au centre du bourg est un autre château du XVIIIe siècle avoisinant de l'église, dit le château de Villeneuve (privé). fut la résidence des Haget et puis celle des de Villeneuve. trois membres de cette famille furent maires de Péguilhan. Pons de Villeneuve fut également préfet de la Corrèze et des Hautes-Pyrénées.
- L'Église de la Nativité-de-la-Sainte-Vierge de Péguilhan fut remaniée au XIXe siècle. La voûte à croisées d'ogives est entièrement décorée sur le thème de la feuille d'acanthe sur fond bleu marial. Cette commande de la fabrique fut, très probablement exécutée par les frères Pedoya, spécialistes de ce style que l'on retrouve dans bien d'autres églises de la région.

Fonts baptismaux en pierre (classés Monument historique décoré de figures humaines et animalières curieuses. La grande cuve, à huit pans coupés, est posée sur le socle d'un autel votif romain trouvé dans le village voisin. Les trois personnages sculptés figurent la famille.
Fresques modernes dans le chœur, réalisées en 1951. Vierge en pied peinte par Jacques Fauché. L'église est dédiée à la Nativité de la Vierge Marie, et c'est en cela que la fête patronale du village est toujours fixée au premier dimanche de septembre. Autre peinture latérale dans le chœur représentant l'Arbre de Jessé en son entier, fresque exceptionnelle dans ses dimensions et par l'exhaustivité du récit biblique, exécutée par Pierre Igon, Jacques Fauché et Pierre Saint-Paul. Ils sont tous trois fraichement sortis des Beaux Arts de Toulouse, par la suite Jacques Fauché y sera professeur puis directeur. Ces trois peintres, de l'école toulousaine des années 50, ont réalisé à Péguilhan leurs plus grandes fresques.
- Église Sainte-Marguerite de Lunax.
- Chapelle castrale avec vitraux armoriés du XIXe siècle dont celui de la famille de Villeneuve dont le château est contigu. Un autre vitrail nous présente le blason du pape Pie IX.
- Chapelle Sainte-Germaine de Péguilhan.
- Chapelle dite de Bétis d'Ambrosi.
- Autel votif en marbre blanc des Pyrénées conservé à Péguilhan à la chapelle de Bétis (propriété privée).
- Au début du XXe siècle il fut réutilisé et creusé en manière de bénitier pour la dite chapelle. La dédicace de ce dieu des « chars » (en patois local un char se dit car, transporter se dit « caréjar ») peut être assimilée au fameux "Saint-Christophe" tombé en désuétude.
- Au cimetière, chapelle funéraire de la famille de Villeneuve. Il s'agit en fait du chœur, inachevé, de la première église du village église. Bel autel en pierre de Péguilhan. Piliers latéraux et colonnes engagées donnent à penser que le projet était vaste et grandiose pour un petit village. La commune possédait une carrière de pierre qui servit à édifier de nombreuses constructions dans le village, comme aussi l'église de Boulogne-sur-Gesse ou la chapelle de Saint-Sabin à Escanecrabe.

Autres pièces remarquables : Pietà en bois peint, probablement du XVe siècle (IMH) (propriété privée), ainsi que le fragment d'autel votif dit "le bénitier de Bétis". Il s'agit de la partie haute d'un autel romain dont on a modifié et réutilisé en manière de bénitier, placé à l'entrée de la dite chapelle de Bétis (privée) au hameau d'Ambrosi.
Ce petit bloc de marbre de Saint-Béat, porte la dédicace "Carpinto Deo".
Les moines de l'abbaye de Nizors, près de Boulogne, possédaient dès le XIe siècle les fermes des Busquets à Péguilhan. BUSQUET-d'EN-HAUT et BUSQUET-d'EN-BAS.
- Moulin à eau sur la Gesse, origine XIVe. Il possédait une scierie, et du XIXe au milieu du XXe siècle il possédait une boulangerie. Le moulin à vent au nord-est du village fut détruit au début du XXe siècle.
- Au centre du village un ancien local possède un grand four à pain qui ferait suite au four banal du Moyen Âge.
- La carrière de la "Houme" exploitée par la famille Benac après 1880, connut une forte activité avec plus de 25 employés.
- Au quartier de la Camelle, la famille Escoubas, fit prospérer une tuilerie qui connut un essor d'une cinquantaine d'années, seulement, dans la première moitié du  XIXe siècle.
- Lac de la Gimone.

### Personnalités liées à la commune
- Aimeric de Peguilhan (XIIe siècle), célèbre troubadour,
- Marie-Thérèse de Villeneuve-Arifat
- Famille Comminges Péguilhan,
- Saint Pastou, chanoine constructeur de la cathédrale de Saint-Bertrand-de-Comminges,
- Le chevalier César de Péguilhan, capitaine et gouverneur de Montfort-L'Amaury, vers 1650, époux d'Isabeau d'Astorg, vicomtesse de Larboust.
- Famille de Villeneuve Arifat,
- Antoine de Villemur et de Boubon,
- Felix de Bertrand-Pibrac. Chef d'escadron, fut maire de Péguilhan de 1919 à 1920. Il présida à l'édification et à l'inauguration du monument aux morts du village. Il fut propriétaire du château des Villeneuve.
- Abbé Magre, écrivit l'histoire de la Chatellenie de l'Isle-en-Dodon.
- Celestin Bénac, propriétaire de la carrière de la Houme. Entrepreneur et sculpteur de petits édicules à Péguilhan.
- Raoul Cammas. Né en 1905 à Montans dans le Tarn et prit sa retraite à Péguilhan. Il mourut en 1987. Amateur éclairé il consacra son temps libre à parcourir la campagne pour rassembler une imposante collectes d'objets, silex, ivoires, outils de la préhistoire. Il est l'inventeur de la « mandibule de Montmaurin », fossile pré-néandertalien mis au jour en 1949 et daté de 190 000 à 240 000 ans ; et a travaillé sur plusieurs des grottes de Montmaurin.
- Maison de Bourbon-Lavedan

### Héraldique
| Blason de Péguilhan | Blason  | D’argent à la croix cléchée et pommetée de douze pièces d’or, remplie de gueules. |
| Blason de Péguilhan | Détails | Le statut officiel du blason reste à déterminer.                                  |